# Campeonato Europeo de Patinaje Artístico sobre Hielo de 1928
El XXVI Campeonato Europeo de Patinaje Artístico sobre Hielo se realizó en Opava (Checoslovaquia) en enero de 1928. Fue organizado por la Unión Internacional de Patinaje sobre Hielo (ISU) y la Federación Checoslovaca de Patinaje sobre Hielo.

## Resultados
| Puesto | Nombre           | País    | Puntos |
| ------ | ---------------- | ------- | ------ |
| Oro    | Willy Böckl      | Austria |        |
| Plata  | Karl Schäfer     | Austria |        |
| Bronce | Otto Preissecker | Austria |        |

## Medallero
| Núm. | País    | Oro | Plata | Bronce | Total |
| ---- | ------- | --- | ----- | ------ | ----- |
| 1    | Austria | 1   | 1     | 1      | 3     |
|      | TOTAL   | 1   | 1     | 1      | 3     |